# هنرهای رزمی

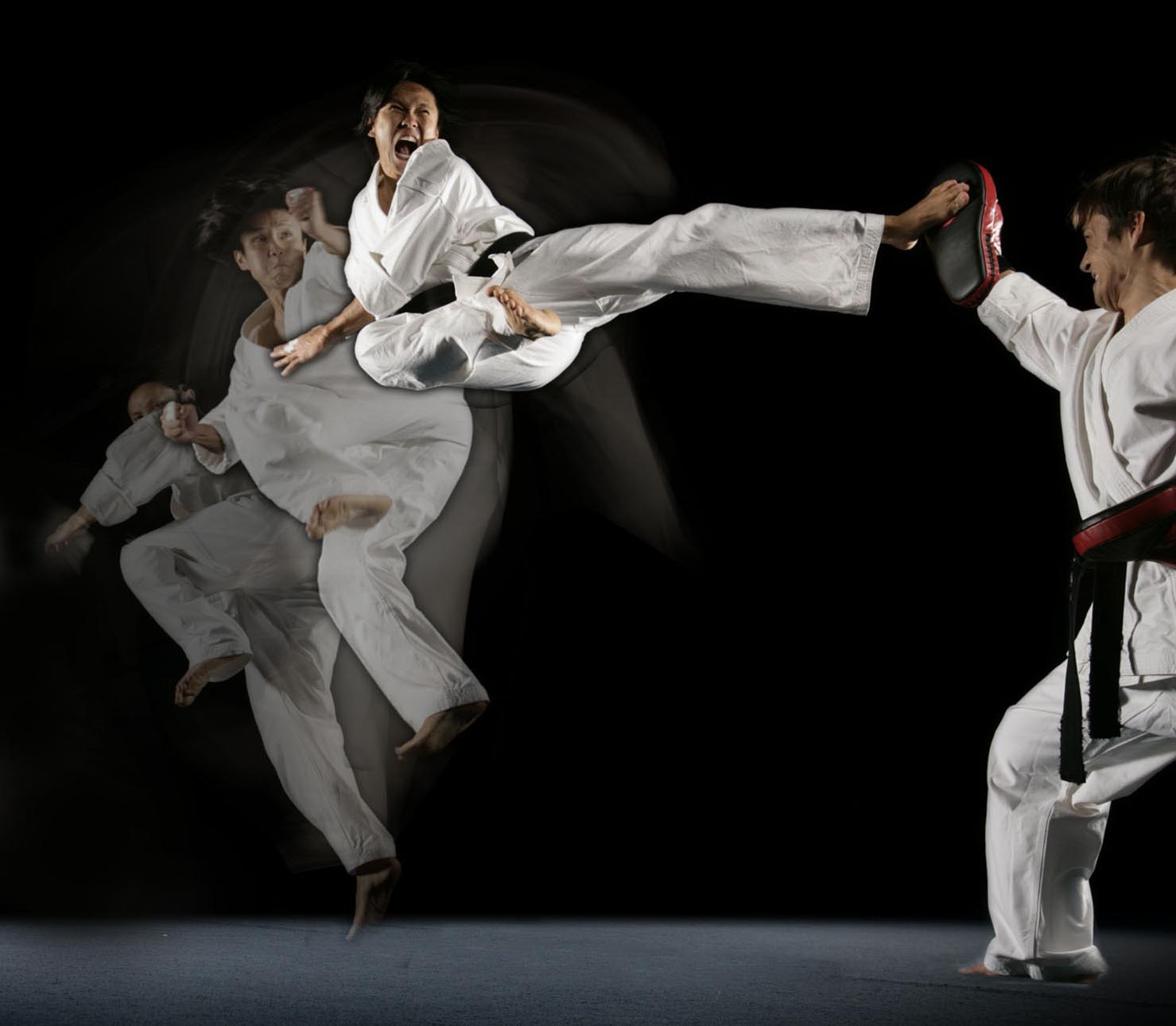
ضربهٔ تیو دیت چاگی پرشی از استیون هو

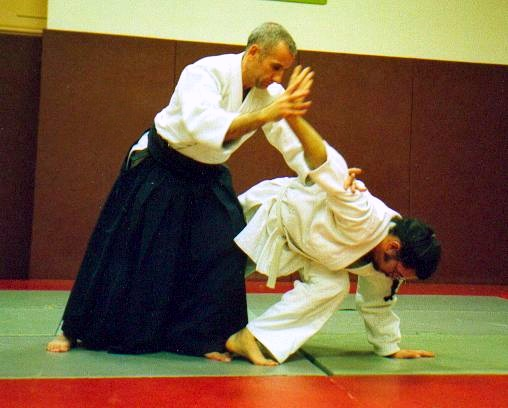
یک تکنیک قفل مفصل در آیکیدو. این نوع فنون با ایجاد درد شدید حریف را وادار به تسلیم می‌کنند.

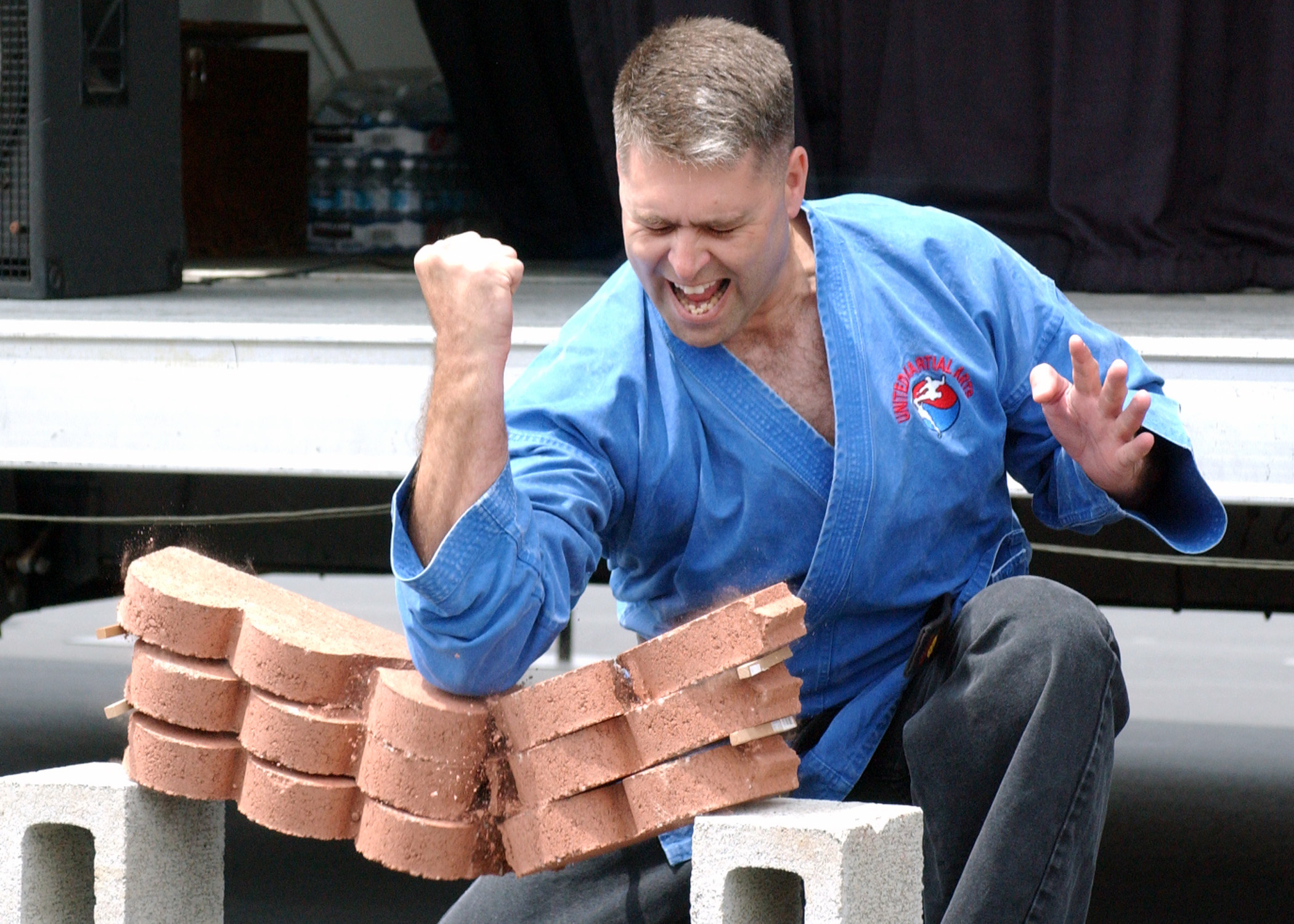
شکستن اجسام سخت (بنکن) یکی از مهارت‌های اصلی در هنرهای رزمی است

هنرهای رزمی به سیستم‌ها و سنت‌های مدونی از تکنیک‌ها و فنون مبارزه‌ای گفته می‌شود که با انگیزه‌ها و دلایل متفاوتی تمرین می‌شوند؛ برای دفاع شخصی، رقابت در مسابقات، سلامتی بدنی و تناسب اندام، سرگرمی و تفریح و همچنین رشد و تعالی روحی، جسمی و معنوی. از پرکاربردترین سبک‌های رزمی می‌توان به کیک‌بوکسینگ، جودو، سان‌دا، کیوکوشین، بوکس، کونگ‌فو، هنرهای رزمی ترکیبی، جوجیتسوی برزیلی و تکواندو می‌شود اشاره کرد.
از دیدگاه سلاح، هنرهای رزمی را می‌توان به سه گروه «با جنگ‌افزار»، «بدون جنگ‌افزار» و «با جنگ‌افزار و بی‌جنگ‌افزار» دسته‌بندی کرد. نخستین، مهارت‌هایی چون تیراندازی با کمان، نبرد با نیزه و شمشیرزنی را شامل می‌شود و دومی یعنی رشته‌های مبارزهٔ بی‌جنگ‌افزار بر ضربات دست و پا یا گلاویزی ویژه شده و سومی به هنرهای رزمی اشاره دارد که علاوه بر مبارزهٔ بدون جنگ‌افزار، مبارزهٔ با جنگ‌افزار نیز وجود دارد.
امروزه برخی مهارت‌های مبارزه با سلاح همچون کِندو (شمشیرزنی ژاپنی) و کیودو (تیراندازی با کمان ژاپنی) به عنوان یک رشتهٔ ورزشی تمرین می‌شوند و رشته‌های بدون جنگ‌افزار همچون کاراته، جودو، تکواندو، موای تای، سان‌دا، کیک‌بوکسینگ و نیز به‌عنوان روش‌های دفاع شخصی تمرین می‌شوند. هنرهای رزمی جوجوتسو که مادر بیشتر هنرهای رزمی ژاپنی است، ووشو یا کونگ‌فو، آیکیدو و هاپکیدو هم به عنوان هنرهای رزمی مسلح تمرین می‌شوند. همچنین شکل‌های ساده شده‌ای از تای‌چی‌چوان، نوعی از ووشوی چینی، که از ماهیت رزمی خود خارج شده، به‌طور گسترده‌ای برای حفظ سلامتی تمرین می‌شوند. جوجوتسو در گذشته تنها به شکل شیوهٔ جنگیدن و برای بالا بردن شانس آسیب ندیدن در مبارزه تمرین می‌شد و همگی بر پایهٔ دفاع از خود و حمله بود. در این سبک‌ها هیچ جایی برای ورزش و شادی بخشی وجود نداشت. با گذشت زمان هنرهایی همچون کودوکان جودو که بنیان‌گذار آن جیگیورو گانو بود از جوجوتسو پدید آمدند و برای ورزش و مسابقات و نه برای جنگ ویژه شدند. بسیاری از تکنیک‌ها و تمرینات رشته‌های مختلف رزمی مشابه است اما هر یک از آن‌ها ترکیب مخصوصی از مهارت‌ها را در خود جای داده‌اند. برخی از آن‌ها مثل کاراته بر حرکات پویا، دقیق و مستقیم تأکید دارند و برخی همچون آیکیدو تکنیک‌های نرم‌تر، آهسته‌تر و پیوسته‌تر را به کار می‌گیرند. هر یک از رشته‌های رزمی به میزان خاصی از توانایی‌های بدنی شامل قدرت بدنی، انعطاف‌پذیری (به‌ویژه در ناحیهٔ لگن)، هماهنگی عضلات و استقامت نیاز دارد. ووشو و نینجوتسو تنها هنرهای رزمی هستند که تمامی دسته‌بندی‌های بالا را شامل می‌شوند.

## تاریخچه

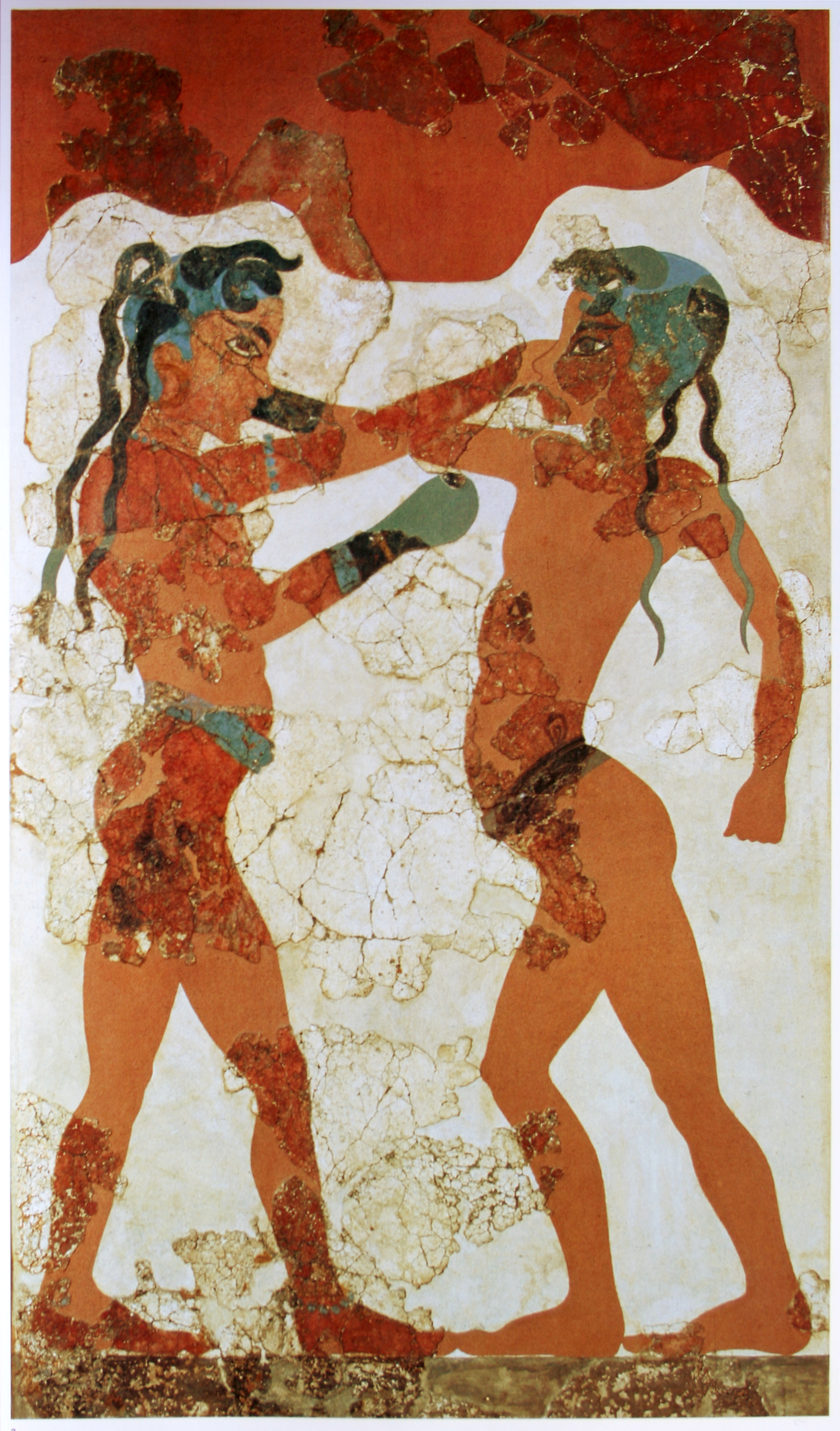
نقاشی یک مبارزهٔ بوکس از دوران یونان باستان

کهن‌ترین نگاره‌های باستانی که در آن‌ها تصویر نبرد دو انسان به تصویر کشیده شده است به ۵۴۰۰ سال پیش در مصر باستان، حدود ۵۰۰۰ سال پیش در بین‌النهرین (بابل) برمی‌گردد. در ویتنام نیز غارنگاره‌هایی از سال ۲۸۷۹ پیش از میلاد به‌جای مانده که در آن‌ها تصاویری از مبارزه با شمشیر، چوب، کمان و نیزه دیده می‌شود.
هنرهای رزمی چینی چهار هزار سال پیش در دوران حکومت دودمان شیا شکوفا شدند. گفته می‌شود که هوانگدی معروف به «امپراتور زرد» نخستین سیستم‌های رزمی را در چین ترویج کرد. از هوانگدی به عنوان یک فرمانده نامدار یاد شده که پیش از تصاحب حکومت چین نوشته‌های مفصلی را در مورد پزشکی، ستاره‌شناسی و هنرهای رزمی به رشتهٔ تحریر درآورده بود. یکی از دشمنان مهم او که چی یو نام داشت نیز به عنوان پایه‌گذار «جیائو دی» شهرت دارد؛ نوعی کشتی چینی که نیای کشتی رزمی امروزین چین محسوب می‌شود.
پایه‌ریزی هنرهای رزمی آسیایی احتمالاً با تلفیق روش‌های رزمی اولیهٔ چینی و هندی صورت گرفت. بین سال‌های ۴۸۰ تا ۲۲۱ قبل از میلاد چین صحنهٔ جنگ‌های مداوم بین حکومت‌های رقیب بود و همین موجب شکوفایی هنرهای رزمی شد. فلسفه و استراتژی هنرهای رزمی در این دوران تکوین یافت و این مسئله در کتاب «هنر نبرد» اثر سان تزو استراتژیست نظامی نامدار چینی در ۳۵۰ قبل از میلاد به خوبی تشریح شده است. سان تزو در این کتاب در کنار مطرح کردن اصول مکتب تائوئیسم به مباحث نظامی همچون شیوه پیاده‌سازی نیروها، سازگاری با ناهمواری‌ها، استفاده از جاسوسان و این‌که چگونه یک نیروی کوچک‌تر می‌تواند بر نیروی بزرگ‌تر غلبه کند، می‌پردازد.
این آموزهٔ تائویی که نرمی و ملایمت بر سختی و زمختی غلبه می‌کند یکی از اصول بنیادین هنرهای رزمی است. برای مثال این قاعدهٔ مهم جودو که «از نیروی دشمن برای غلبه بر او استفاده کن» یا این اصل تای‌چی‌چوان که «چهار سیر بر هزار من چیره می‌شود» به این نگرش اشاره دارند.
بر اساس روایت‌های اساطیری شائولین‌چوان یا کونگ‌فوی شائولین که راهبان بودایی معبد شائولین آن را تمرین می‌کنند، نخستین بار در قرن پنجم میلادی توسط بودی‌دارما ابداع شد. بر اساس این روایت‌ها بودی‌دارما که از هند به چین آمده بود تا آئین بودا را به این سرزمین معرفی کند، وقتی به معبد شائولین رسید، متوجه شد که راهبان این معبد بسیار ضعیف هستند و قادر نیستند در مقابل غارتگری راهزنان مقاومت کنند. به همین جهت او فنون رزمی را برای تقویت بدنی به آنها آموخت. راهبان معبد شائولین تا به امروز به توانایی‌های رزمی خود را حفظ کرده‌اند و مهارت‌های آن‌ها در دنیا شهرت دارد. در کره و ژاپن نیز هنرهای رزمی با مذهب بودایی و آئین ذن ارتباط تنگاتنگی داشته‌اند.
قدیمی‌ترین مدرکی که به جنگاوری راهبان معبد شائولین اشاره دارد به یک کتیبه از سال ۷۲۸ میلادی مربوط می‌شود که در آن به دو واقعه اشاره شده است: یکی دفاع معبد شائولین در مقابل راهزنان در سال ۶۱۰ میلادی و دیگری نقش راهبان شائولین در غلبه بر وانگ شیچونگ در سال ۶۲۱ میلادی.
هنرهای رزمی در تاریخ آئین بودایی همواره با تمرینات و آموزه‌های «چان» و «ذن» در ارتباط بوده‌اند. چراکه مبارزان و رزمی‌کاران متوجه شده بودند که تمرینات ذن باعث اجرای بهتر فنون رزمی می‌شود. وقتی مبارز بتواند ذهن و انرژی خود را تنها بر روی حرکات خود در زمان حال متمرکز کند، ترس از شکست و مرگ از میان خواهد رفت و توجه مبارز تنها معطوف به واکنش‌های بدنی خود خواهد بود.
مهم‌ترین جنبهٔ وحدت‌بخش هنرهای رزمی شرق آسیا که آن‌ها را از رشته‌های رزمی سایر نقاط دنیا متمایز می‌کند، تأثیر مکاتب دائو و ذن آئین بودایی بر آن‌هاست. این ویژگی باعث شده تا وضعیت ذهنی و معنوی هنرجویان اهمیت بالایی داشته باشد. در هنرهای رزمی بر درونی‌سازی وضعیتی تأکید می‌شود که در آن کارکردهای محاسبه‌گری ذهن به تعلیق درآمده تا ذهن و بدن به عنوان یک واحد پیوسته به شرایط محیطی و تغییرات آن واکنش نشان دهند. در مکاتب دائو و ذن نیز بر به دست آوردن چنین وضعیتی تأکید می‌شود و راه رسیدن به آن نیز از طریق تجربه و تمرین است. به همین دلیل بسیاری از پیروان این مکاتب به تمرین هنرهای رزمی به عنوان یک فعالیت فلسفی و روحانی می‌پردازند.
در دوران حکومت تانگ (۶۴۹ تا ۷۱۲ میلادی) هنرهای رزمی چینی در نقاط مختلف آسیا منتشر شدند. یکی از نخستین رشته‌های رزمی کره‌ای «تانگ سو دو» نام دارد که معنی تحت‌اللفظی آن «طریقتِ مشت‌زنیِ تانگ» است. تانگ سو وارد جزیره اوکیناوا شد و اهالی این جزیرهٔ واقع در جنوب ژاپن، نویسه‌های چینی «تانگ-سو» را به صورت «کارا-ته» تلفظ می‌کردند که «کارا» به معنی تانگ و «ته» به معنی دست یا مشت یا مشت‌زنی است. البته در سال ۱۹۲۲ دولت ژاپن برای آنکه ماهیت چینی کاراته را انکار کند نویسه دیگری که آن هم «کارا» تلفظ می‌شود اما به معنی «خالی» است را برای نوشتن «کاراته» استفاده کرد تا کاراته به معنی «دست (یا مشت) خالی» باشد.
سیستم رزمی قدیمی ژاپنی‌ها جوجیتسو نام دارد. در جوجیتسو مجموعه‌ای از فنون پرتابی، خفه‌کننده، قفل مفاصل، ضربات مشت، لگد و ضربات دست باز برای دفاع از خود تمرین می‌شود. جودو در سال ۱۸۸۲ و آیکیدو در ۱۹۲۵ دو هنر رزمی مهم ژاپنی هستند که هر دو آنها بر مبنای جوجیتسو پایه‌گذاری شده‌اند.
در ژاپن از دیرباز مجموعه تمرینات جنگجویان شامل تیراندازی با کمان، شمشیرزنی، مبارزه بی‌سلاح و شنا با زره می‌شد اما افراد عادی که به تمرینات رزمی علاقمند بودند بیشتر به سراغ کاربرد جنگی از ابزارهای عادی مثل خرمن‌کوب، داس و خنجر می‌رفتند. شاید متنوع‌ترین رشته رزمی را بتوان نینجوتسو دانست که در دورهٔ حکومت ارباب-رعیتی در ژاپن برای استفادهٔ جاسوس‌های نظامی پدیدار شد. نینجاها علاوه بر فنون رزمی با سلاح و بدون سلاح، مهارت‌هایی چون تغییر چهره، فرار، پنهان شدن، جغرافیا، هواشناسی، پزشکی، و کاربرد مواد منفجره را فرا می‌گرفتند.

### دوران مدرن
نیمهٔ دوم قرن نوزدهم طلیعهٔ آغاز تاریخ هنرهای رزمی به عنوان ورزش‌های مدرنی بود که از دل سیستم‌های سنتی جنگی برآمده بودند. اروپا در این دوران شاهد شکل‌گیری بوکس و شمشیربازی در شکل ورزشی خود بود. در ژاپن نیز شکل‌های مدرن جودو، جوجیتسو، و کندو با احیای مکاتب رزمی عصر ادو بنیان‌گذاری شدند. در تایلند قوانین مدرن موای تای در دهه ۱۹۲۰ تدوین شد و در چین هم تاریخ نوین هنرهای رزمی در دههٔ ۱۹۳۰ معروف به دههٔ نانجینگ با افتتاح انستیتو گیوشو زیر نظر حکومت کومینتانگ، آغاز شد.
شمشیربازی و کشتی آزاد و کشتی فرنگی در اولین دورهٔ المپیک مدرن در سال ۱۸۹۶ در برنامهٔ بازی‌ها قرار گرفتند و بوکس نیز در سال ۱۹۰۴ وارد المپیک شد.
اتحادیه بین‌المللی بوکس در ۱۹۲۰ پایه‌گذاری شده و قهرمانی شمشیربازی جهان از سال ۱۹۲۱ برگزار می‌شود.
با افزایش روابط میان غرب و آسیا تعداد بیشتری از سربازان غربی جنگ جهانی دوم و جنگ کره را در چین، ژاپن و کره گذراندند و با سبک‌های رزمی محلی این نقاط آشنا شدند. جوجیتسو، جودو و کاراته در دهه‌های ۶۰–۱۹۵۰ در جهان غرب محبوبیت پیدا کردند. کیک‌بوکسینگ آمریکایی در دهه ۱۹۷۰ به عنوان ترکیبی از بوکس و کاراته تکوین یافت و تکواندو در جریان جنگ کره در دهه ۱۹۵۰ توسعه پیدا کرد.
در اواخر دهه ۱۹۶۰ و ۷۰ توجه رسانه‌های جمعی به هنرهای رزمی چینی تحت تأثیر بروس لی افزایش پیدا کرد. بروس لی سبکی به نام جیت کان دو را بنیان نهاد که از وینگ‌چون، یکی از هنرهای رزمی چینی (ووشو)، اقتباس شده بود. رقابتهای قهرمانی جودو جهان از سال ۱۹۵۶ آغاز به برگزاری کرد و جودو در المپیک ۱۹۶۴ توکیو وارد برنامهٔ مسابقات المپیک شد. رقابتهای قهرمانی جهان کاراته نیز از سال ۱۹۷۰ برگزار می‌شود.
در قرن بیستم چندین رشتهٔ رزمی نیز برای مبارزات تن‌به‌تن نیروهای نظامی طراحی شدند. کراو ماگا در اسرائیل، سامبو و سیستما در شوروی و سانشو در چین از جمله این رشته‌ها هستند. رشته سانشو بعد از ابداع شدن توسط چینی‌ها به عنوان بخش مبارزه ووشو منصوب شد. آمریکایی‌ها در دوران جنگ سرد اهمیت چندانی برای نبردهای تن‌به‌تن بدون سلاح قائل نبودند اما اخیراً توجه بیشتری به تمرین این مبارزات در نیروهای نظامی داشته‌اند.

## هنر رزمی یا ورزش رزمی

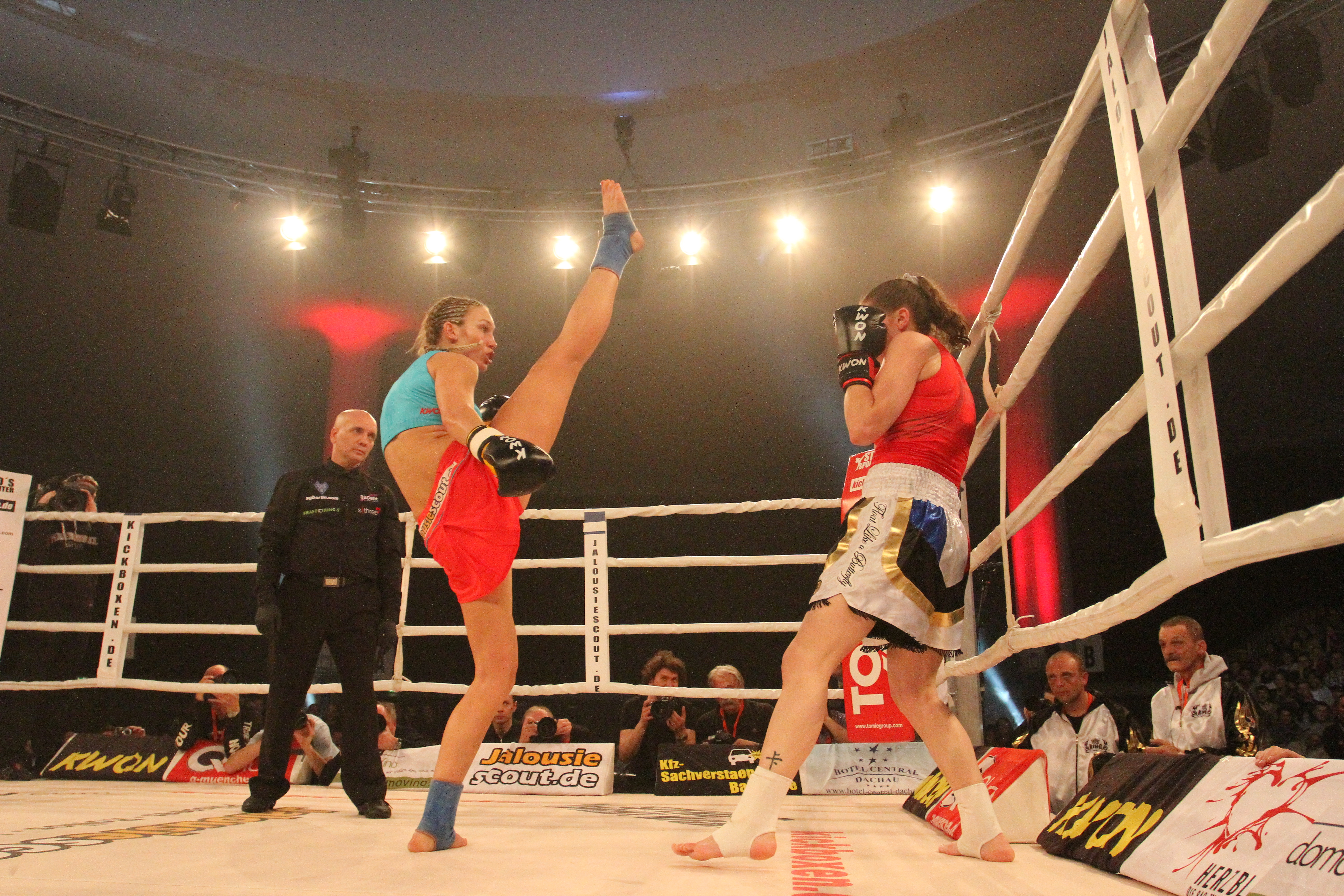
لگد چکشی در یک مبارزهٔ کیک‌بوکسینگ

هنرهای رزمی امروزه به عنوان نوعی ورزش درآمده‌اند. از زمانی که برگزاری مسابقات در رشته‌های مختلف رزمی رایج شده این رشته‌ها از ماهیت اصلی رزمی خود درآمده و به صورت یک ورزش تمرین می‌شوند که بهترین نمونهٔ آن را در شمشیربازی غربی می‌توان مشاهده کرد. امروزه رشته‌های ووشو، جودو، تکواندو، بوکس، شمشیربازی، کشتی آزاد و فرنگی، تیراندازی با کمان و پرتاب نیزه در برنامه رقابتهای المپیک قرار دارند. هنرجویان رشته‌هایی چون کیک‌بوکسینگ و جوجیتسو برزیلی نیز عمدتاً برای شرکت در مسابقات تمرین می‌کنند. این در حالیست که برخی رشته‌های رزمی مثل آیکیدو یا کونگ‌فو توآ با برگزاری مسابقه مخالف هستند.
برخی از سبک‌های رزمی بر این عقیده هستند که برگزاری رقابت باعث می‌شود تا هنرجویان بهتر و ورزیده‌تر شوند و روحیهٔ ورزشی در آنها شکل می‌گیرد. اما برخی دیگر معتقدند که قوانین موجود در مسابقات با شرایط یک مبارزه واقعی تفاوت بسیار دارد و مبارزان به جای تمرین مهارت‌های مؤثر در مبارزهٔ واقعی به تمرین مهارت‌های مورد نیاز برای پیروزی در مسابقه می‌پردازند. از سوی دیگر دیگر این مسابقات باعث می‌شود تا انگیزهٔ هنرجویان این رشته‌ها کسب مدال و جایزه در مسابقات باشد نه انگیزه‌های اصلی هنرهای رزمی مثل پرورش دادن شخصیت اخلاقی.
این پرسش که «بهترین رشتهٔ رزمی کدام است؟» انگیزهٔ برگزاری مسابقاتی بین مبارزان رشته‌های مختلف رزمی با کمترین قوانین ممکن شده است. مسابقات یواف‌سی در آمریکا به همین منظور آغاز شد و تورنمنت‌های مشابهی در ژاپن با نام‌هایی چون شوتو و پانکریس برگزار می‌شوند. این مسابقات زمینه‌سازی پیدایش رشتهٔ جدید رزمی با نام هنرهای رزمی ترکیبی شده‌اند.
برخی هنرجویان رزمی نیز در مسابقات غیرمبارزه‌ای مثل شکستن اجسام سخت یا اجرای برنامهٔ هماهنگی از تکنیک‌ها همچون پومسه، کاتا یا تالو شرکت می‌کنند. از سوی دیگر بسیاری از حکومت‌ها نیز به دلایل سیاسی هنرهای رزمی را به سوی ورزشی شدن سوق داده‌اند. انگیزهٔ اصلی حزب کمونیست جمهوری خلق چین در تبدیل هنرهای رزمی چینی (کونگ‌فو) به رشتهٔ ورزشی ووشو در واقع سرکوب کردن ماهیت عصیان‌گرانهٔ موجود در هنرهای رزمی بوده است.

## مصدومیت
با این‌که هنرهای رزمی رشته‌هایی برخوردی هستند اما مصدومیت در آن‌ها نادر است و این احتمالاً به دلیل نظارت بالا در بیشتر باشگاه‌ها و اهمیت خویشتنداری در این رشته‌هاست. در یک تحقیق مقایسه‌ای از میزان مصدومیت در رشته‌های مختلف ورزشی؛ رشته‌های رزمی با ۱۶٫۹ مصدومیت از هر ۱۰۰ هزار نفر در انتهای فهرست ورزش‌ها قرار گرفته بودند در حالیکه بسکتبال با ۱۸۸ مورد در بالای فهرست قرار داشت و حتی رقص با ۱۸٫۸ مورد درصد بالاتری از آسیب‌دیدگی نسبت به ورزش‌های رزمی را شامل می‌شد.
مصدومیت‌های شایع در رشته‌های رزمی نیز کبودی، کوفتگی، رگ‌به‌رگ‌شدن و پیچ‌خوردگی است. البته احتمال بروز مصدومیت‌های خطرناکی همچون ضربه مغزی، شکستگی استخوان و فلجی در ورزش‌های رزمی وجود دارد که در رقص چنین مصدومیت‌هایی غیرمحتمل است. اما مصدومیت‌های مرگبار بسیار نادر هستند. حداقل سه مورد مرگ بر اثر ضربه به شکم یا سینه و آسیب به اعضای داخلی بدن گزارش شده اما خطر جدی بیشتر بر اثر ضربات مشت و لگد به ناحیهٔ سر بروز می‌کند.